# 카미와자
카미와자(Kamiwaza)는 2006년에 어콰이어 (기업)가 개발하고 플레이스테이션 2용으로 출시된 잠입 비디오 게임이다.
리마스터 버전(Kamiwaza: Way of the Thief)은 2022년 10월에 마이크로소프트 윈도우, 닌텐도 스위치, 플레이스테이션 4용으로 어콰이어를 통해 일본에서, NIS 아메리카를 통해 북아메리카와 유럽에서 출시되었다.